# 2007년 대한민국의 영화 목록
다음은 2007년에 개봉됐던 대한민국의 영화 목록이다.

## 목록
- M
- 1번가의 기적
- 가면
- 강을 건너는 사람들
- 개와 늑대 사이의 시간
- 검은 땅의 소녀와
- 검은 집
- 경계
- 경의선
- 괜찮아 울지마
- 궁녀
- 권순분여사 납치사건
- 그놈 목소리
- 그림자
- 극락도 살인사건
- 기담
- 김관장 대 김관장 대 김관장
- 꽃미남 연쇄 테러 사건
- 날아라 허동구
- 내 사랑
- 내 생애 최악의 남자
- 내 여자의 남자친구
- 눈부신 날에
- 동갑내기 과외하기 레슨 2
- 두 번째 사랑
- 두 사람이다
- 두 얼굴의 여친
- 디워
- 리턴
- 마강호텔
- 마을금고 연쇄습격사건
- 마이 파더
- 마파도 2
- 만남의 광장
- 말보로 전쟁
- 못말리는 결혼
- 므이
- 밀양
- 바람피기 좋은 날
- 바르게 살자
- 방황의 날들
- 별빛 속으로
- 복면달호
- 뷰티풀 선데이
- 브라보 마이 라이프
- 빼꼼의 머그잔 여행
- 사랑
- 사랑방 선수와 어머니
- 살결
- 상사부일체
- 상어
- 색즉시공 시즌2
- 색화동
- 선샤인
- 세븐 데이즈
- 소녀X소녀
- 수
- 숨
- 스카우트
- 식객
- 싸움
- 쏜다
- 아내의 애인을 만나다
- 아들
- 아이언키드
- 알게 될 거야
- 애니충격전
- 어깨 너머의 연인
- 어머니는 죽지 않는다
- 언니가 간다
- 여름이 가기 전에
- 열세살 수아
- 열한번째 엄마
- 오래된 정원
- 오프 로드
- 용의주도 미스신
- 우리 학교
- 우리동네
- 우리에게 내일은 없다
- 우아한 세계
- 웨스트 32번가
- 은하해방전선
- 이대근 이 댁은
- 이브의 유혹 - 그녀만의 테크닉
- 이브의 유혹 - 엔젤
- 이브의 유혹 - 좋은아내
- 이브의 유혹 - 키스
- 이장과 군수
- 저 하늘에도 슬픔이
- 저수지에서 건진 치타
- 전설의 고향
- 좋지 아니한가
- 죽어도 해피엔딩
- 즐거운 인생
- 지금 사랑하는 사람과 살고 있습니까?
- 챔피언 마빡이
- 천년여우 여우비
- 천년학
- 천상고원
- 첫눈
- 최강로맨스
- 택시 블루스
- 파란자전거
- 판타스틱 자살소동
- 펀치레이디
- 포도나무를 베어라
- 해부학 교실
- 행복
- 허브
- 허스
- 헨젤과 그레텔
- 화려한 휴가
- 황진이

## 참고 자료
- KOFIC 영화데이터베이스